# Mueda (distrito)
Mueda é um distrito da província de Cabo Delgado, em Moçambique, com sede na vila de Mueda. Tem limite, a norte com a Tanzânia através do rio Rovuma, a oeste com o distrito de Mecula na província do Niassa, a sul com os distritos de Montepuez e Meluco e a leste com os distritos de Muidumbe, e Mocímboa da Praia e Nangade. Mueda é o centro principal do povo maconde, uma das etnias de Moçambique.

## Demografia
Em 2007, o Censo indicou uma população de 113 742. Com uma área de 14 150  km², a densidade populacional chegava aos 8,04 habitantes por km².
De acordo com o Censo de 1997, o distrito tem 98 654 habitantes, daqui resultando uma densidade populacional de 7,0 habitantes por km².

## Divisão administrativa
O distrito está dividido em cinco postos administrativos (Chapa, Imbuho, Mueda, Negomano e Ngapa), compostos pelas seguintes localidades:
- Posto Administrativo de Chapa:
  - Chapa
- Posto Administrativo de Imbuho:
  - Imbuhu, e
  - Namaua
- Posto Administrativo de Mueda:
  - Lipelua,
  - Litembo,
  - Miula,
  - Mpeme, e
  - Vila de Mueda,
- Posto Administrativo de Negomano:
  - Negomano,
- Posto Administrativo de Ngapa:
  - Chipinga,
  - Natsenge,
  - Ngapa, e
  - Nonge